# Ivan Šarić
Ivan Šarić (Spalato, 17 agosto 1990) è uno scacchista croato, grande maestro, campione europeo nel 2018 e quattro volte campione croato (2009, 2013, 2018, 2022).
È diventato grande maestro nel 2008, dopo aver vinto il campionato del mondo U18 di Vũng Tàu in Vietnam.

## Principali risultati
- 2007 :  vince il campionato europeo U18;
- 2009 :  vince l'open di Pola; secondo nell'open di Zara, gruppo A;
- 2011 :  pari 2º-7º nell'open Villa de Benasque, vinto da Tigran L. Petrosyan;[1]
- 2013 :  pari primo con Arkadij Naiditsch, Romain Édouard e Richárd Rapport nell'open di Deizisau;
- 2014 :  in gennaio vince il torneo Tata Steel-B, con un punto e mezzo di vantaggio su Jan Timman e Baadur Jobava;[2]
- 2015 :  in luglio vince a la prima edizione del torneo di Nea Propontida;[3]
- 2018 :  in marzo vince il Campionato europeo individuale di scacchi.[4]. In aprile vince il Campionato Croato.[5]. In giugno ad Ortisei vince il 4º Gredine Chess Festival, con 7,5 punti, superando per spareggio tecnico il giovanissimo indiano Praggnanandhaa Rameshbabu .[6]
- 2019 :  in maggio a Bressanone vince il Campionato italiano di scacchi a squadre con la squadra del Obiettivo Risarcimento Padova. In novembre vince a Dulcigno la 35^ European Club Cup con la squadra del Obiettivo Risarcimento Padova.[7]

Raggiunge il proprio record nella lista Elo di marzo 2019 con 2703 punti, 39º al mondo e 1º tra i giocatori croati, superando la soglia dei 2700 punti che informalmente definisce i SuperGM.

## Partite
Alcune partite notevoli:
- Kiril Georgiev – Ivan Šarić, Olimpiadi 2010  – Due cavalli var. Fritz C57
- Robert Zelčić – Ivan Šarić, Campionato croato 2011  – Difesa Caro-Kann B11
- Ivan Šarić – Magnus Carlsen, Olimpiadi 2014  – Spagnola var. Bird C61
- Kayden Troff – Ivan Šarić, Tata Steel-B 2014  – Difesa Slava D12
- Emil Sutovsky – Ivan Šarić, Poikovsky Karpov 2014  – Spagnola var. Bogoljubov C91